# 吳立
吳立（1415年—？），字大本，江西廣信府貴溪縣人，民籍，明朝政治人物。同進士出身。

## 生平
江西鄉試第七十五名。景泰二年（1451年）辛未科會試第一百五十五名，殿試登進士第三甲第五十五名。景泰三年（1452年），授刑部主事。

## 家族
曾祖父吳敬明。祖父吳貴遠。父亲吳世洪。